# Northern City Line
Northern City Line és un ferrocarril que va des de Moorgate fins a Finsbury Park, a Londres, i que va formar part durant un temps de Great Northern Electrics.
La línia antigament va formar part del metro de Londres i durant la seva història ha format part tant de les línies Metropolitan com Northern i encara es troba connectat a les dues. Actualment forma part de la xarxa de National Rail i Network Rail n'és la propietaria.